# 馬雷島
馬雷島（法語：Île de Maré）是法国海外特殊集体新喀里多尼亞的島嶼，位於南太平洋，是洛亞蒂群島中面積第二大的島嶼，也是同名市镇的主要组成部分，其中大部分擁有美拉尼西亞人的血統。